# Sergej Bulygin
Sergej Ivanovič Bulygin (in russo Сергей Иванович Булыгин?; Solov'ëvka, 10 luglio 1963) è un allenatore di biathlon ed ex biatleta russo, vincitore di varie medaglie olimpiche e iridate. Durante la sua carriera agonistica gareggiò per la nazionale sovietica.

## Biografia

### Carriera da atleta
In Coppa del Mondo gareggiò fino al 1989. In carriera prese parte a un'edizione dei Giochi olimpici invernali, Sarajevo 1984 (11° nella sprint, 17° nell'individuale, 1° nella staffetta), e a quattro dei Campionati mondiali, vincendo cinque medaglie.

### Carriera da allenatore
Dopo il ritiro divenne allenatore di biathlon in Bielorussia e in Svizzera e quindi consulente sportivo del presidente della Bielorussia Aljaksandr Lukašėnka.

## Palmarès

### Olimpiadi
- 1 medaglia:
  - 1 oro (staffetta a Sarajevo 1984)

### Mondiali
- 5 medaglie:
  - 4 ori (staffetta ad Anterselva 1983; staffetta a Egg am Etzl/Ruhpolding 1985; staffetta a Falun/Oslo 1986; gara a squadre a Feistritz 1989)
  - 1 argento (staffetta a Feistritz 1989)

### Mondiali juniores
- 2 medaglie[1]:
  - 1 argento (staffetta a Minsk 1982)
  - 1 bronzo (individuale a Minsk 1982)

### Coppa del Mondo
- 2 podi (entrambi individuali[2]):
  - 1 vittoria
  - 1 terzo posto

#### Coppa del Mondo - vittorie
| Data            | Località   | Nazione        | Specialità |
| --------------- | ---------- | -------------- | ---------- |
| 26 gennaio 1989 | Ruhpolding | Germania Ovest | IN         |

Legenda:

IN = individuale